# 布里蒂拉马
布里蒂拉马是巴西巴伊亚州的一个市镇。总面积3797.871平方公里，总人口18626人，人口密度4.9人/平方公里。